# Olga Brýzguina
Olga Bryzgina, de soltera Olga Vladykina, (30 de junio de 1963 en Krasnokamsk, Óblast de Perm, Rusia) es una exatleta especialista en los 400 metros lisos que fue campeona olímpica en los Juegos de Seúl 1988. Compitió representando primero a la Unión Soviética y más tarde a Ucrania.

## Biografía
Todavía con su apellido de soltera irrumpió en la élite internacional en 1984 cuando logró la cuarta mejor marca mundial del año (48,98 en Kiev), solo superada por Marita Koch, Tatana Kocembova y Valerie Brisco-Hooks.
El 6 de octubre de 1985, en la Copa del Mundo de Canberra, fue 2ª en la histórica carrera en la que Marita Koch batió el récord mundial (aun vigente) con 47,60. La marca de Vladykina fue de 48,27 que era la cuarta mejor marca de todos los tiempos y que a la postre sería la mejor de toda su carrera deportiva.
En los Campeonatos de Europa de Stuttgart 1986 de nuevo tuvo que conformarse con la 2ª posición tras la imbatible Marita Koch.
Con la retirada de Marita Koch a finales de ese año, Vladykina pasó a ser la mejor especialista del mundo. En los Campeonatos del Mundo de Roma 1987 logró su primera gran victoria, ganando el oro con 49,38 por delante de las alemanas orientales Petra Müller (49,94) y Kirsten Emmelmann (50,20) Además su marca fue la mejor del mundo ese año. Pocos días más tarde logró la medalla de plata con el equipo soviético de relevos 4 x 400 metros, que fue batido por las estadounidenses.
El acontecimiento más importante de su carrera deportiva fueron los Juegos Olímpicos de Seúl 1988, donde logró el oro en los 400 metros con 48,65 (nuevo récord olímpico y mejor marca mundial del año), por delante de la alemana oriental Petra Müller (49,45) y la también soviética Olga Nazarova (49,90) Además en la prueba de relevos 4 x 400 metros las soviéticas lograron la medalla de oro derrotando a las estadounidenses por un estrecho margen y estableciendo un nuevo récord mundial con 3:15,17 El equipo lo formaban por este orden Tatyana Ledovskaya, Olga Nazarova, Mariya Pinigina y Olga Bryzgina, y el récord aun permanece vigente.
Tras sus dos medallas olímpicas, se retiró temporalmente de la competición por un período de dos años, y durante este tiempo dio a luz a su hija Lisa que nació en noviembre de 1989
Cuando regresó a las pistas en 1991, la nueva reina de los 400 metros era la francesa Marie-José Perec En la final de los Campeonatos del Mundo de Tokio de ese año, Perec ganó sin demasiados problemas, mientras que Bryzgina se quedaba fuera del podio en 4ª posición. Eso sí, las soviéticas ganaron el oro en los relevos 4 x 400 metros con Bryzgina realizando una brillante última posta en 48,67
En 1992 mejoró su rendimiento y llegó en una gran forma a los Juegos Olímpicos de Barcelona, la que iba a ser su última gran competición. En la final de los 400 metros celebrada el 5 de agosto realizó una salida muy rápida, pasando primera por la mitad de la prueba. Sin embargo a los 300 metros fue sobrepasada por la francesa Perec, que ganó el oro con 48,83 mientras Bryzgina tuvo que conformase con una meritoria 2ª posición (49,05) En la final de los relevos 4x100 metros logró otra medalla de oro como parte del Equipo Unificado (formado por las repúblicas ex soviéticas), que se impuso con Yelena Ruzina, Lyudmila Zhigalova, Olga Nazarova y Olga Bryzgina venciendo de nuevo a las estadounidenses.
Bryzgina se retiró poco después de los Juegos cuando aún no había cumplido los 30 años. Es una de las mejores cuatrocentistas de la historia, y en la actualidad su marca de 48,27 es la 7ª mejor de todos los tiempos.

## Resultados
| Año  | Competición          | Lugar               | Puesto                        | Marca         |
| ---- | -------------------- | ------------------- | ----------------------------- | ------------- |
| 1985 | Copa del Mundo       | Canberra, Australia | 2º en 400 m 2ª en 4 x 400 m   | 48,27 3.20,60 |
| 1986 | Campeonato de Europa | Stuttgart, RFA      | 2º en 400 m                   | 49,67         |
| 1987 | Campeonato del Mundo | Roma, Italia        | 1.ª en 400 m 2.ª en 4 × 400 m | 49,38 3:19,50 |
| 1988 | Juegos Olímpicos     | Seúl, Corea del Sur | 1.ª en 400 m 1.ª en 4 × 400 m | 48,65 3:15,18 |
| 1991 | Campeonato del Mundo | Tokio, Japón        | 4.ª en 400 m 1.ª en 4 × 400 m | 49,82 3:18,43 |
| 1992 | Juegos Olímpicos     | Barcelona, España   | 2.ª en 400 m 1.ª en 4 × 400 m | 49,05 3:20,20 |

## Marcas personales
- 200 metros - 22,44 (Donetsk, 1985)
- 400 metros - 48,27 (Canberra, 1985)